# سيزا دلاميني
سيزا دلاميني (بالإنجليزية: Siza Dlamini)‏ (مواليد 2 أبريل 1976) لاعب كرة قدم سوازيلندي دولي يجيد اللعب في خط الهجوم . يلعب حاليا لصالح نادي جومو كوزموز الجنوب الأفريقي منذ 2007 .

## روابط خارجية
- سيزا دلاميني على موقع قاعدة بيانات كرة القدم.إي يو (الإنجليزية)
- سيزا دلاميني على موقع ناشيونال فوتبول تيمز (الإنجليزية)
- سيزا دلاميني على موقع Soccerway.com (الإنجليزية)
- سيزا دلاميني على موقع كووورة